# Callosciurus inornatus
Callosciurus inornatus е вид гризач от семейство Катерицови (Sciuridae). Видът не е застрашен от изчезване.

## Разпространение
Разпространен е във Виетнам, Китай (Юннан) и Лаос.